# Germain Pilon
Germain Pilon (Parigi, 1537 – Parigi, 3 febbraio 1590) è stato uno scultore e medaglista francese.

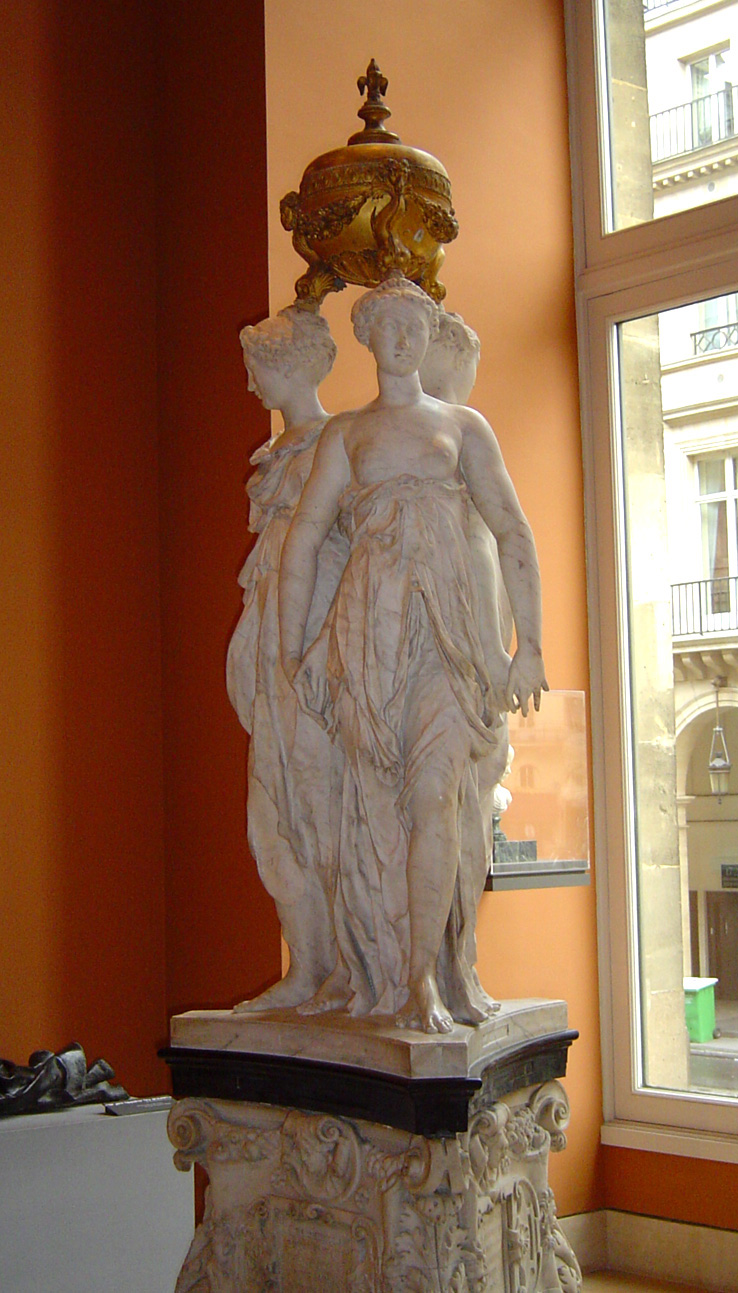
Les trois grâces (1561), monumento funerario che contiene il cuore di Enrico II, al Louvre

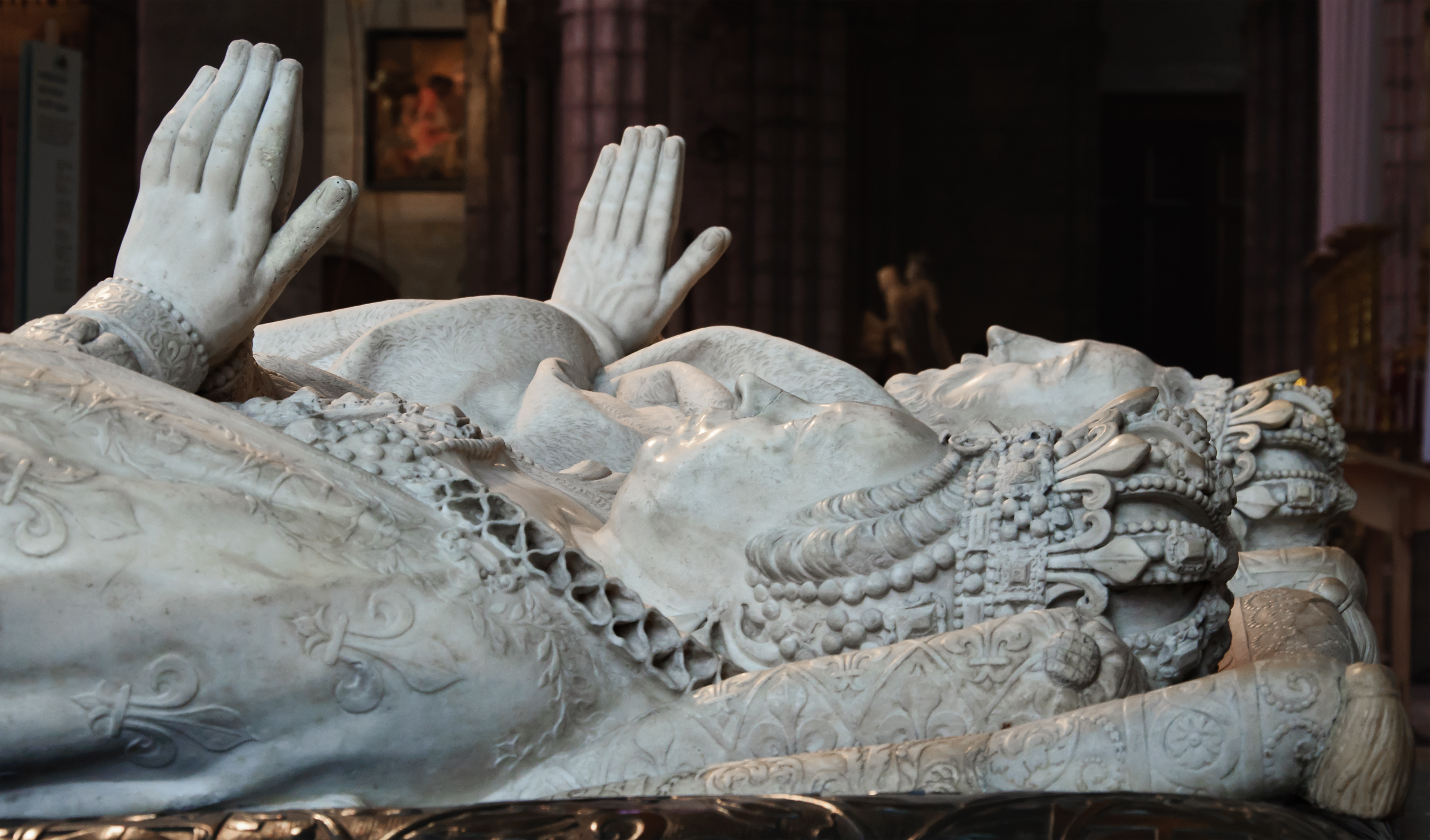
Effigi di Caterina de' Medici e Enrico II (1583), abbazia di Saint-Denis

Germain Pilon, impara i rudimenti del mestiere aiutando il padre, André Pilon, in diversi lavori di tematica religiosa e nella realizzazione di sculture per opere funerarie. Fu tra i rappresentanti maggiori della corrente della plastica rinascimentale, secondo solo a Jean Goujon. Tra le sue prime opere, riveste particolare importanza il monumento al cuore di Enrico II, 1560-1566, scolpita sotto la direzione del Primaticcio.
La lunga collaborazione col Primaticcio contribuì al suo gusto manierista, anche se nel suo stile personale prevalse una consistente componente realistica, in parte derivata dalla tradizione plastica nazionale a lui contemporanea.
Con la nomina a Controllore Generale della Zecca di Parigi, avvenuta nel 1573, comincia, grazie alla sua abilità di ritrattista, una notevole produzione di medaglie. Risale allo stesso periodo la creazione dei busti bronzei di reali di Francia oggi conservati al Musée du Louvre e nella Collezione Wallace a Londra: Enrico II, Francesco II e Carlo IX.

## Opere

### Nel Louvre
- Monumento al cuore di Enrico II (con Dominique Florentin), 1561-1562, in marmo
- Insieme ornamentale destinato alla Rotonde des Valois a Saint-Denis (iniziata nel 1582, rimasta incompiuta nel 1586 e distrutta nel 1719), costituita da due pezzi:
  - Résurrection du Christ, 1583-1585, in marmo
  - Vierge de douleur, 1583-85, di terracotta policroma
- Sepolcro di Valentine Balbiani, 1572, in marmo
- Medaglione di Caterina de' Medici, 1575 circa, in bronzo
- Medaglione del cancelliere René de Birague, 1577 circa, in bronzo
- Sepolcro del cancelliere René de Birague, ultimato dopo il 1583, in bronzo
- Le Christ au jardin des Oliviers, saint Paul, Melchisédech, bassorilievo in marmo proveniente dalla custodia eucaristica della chiesa di Saint-Étienne-du-Mont, 1582 circa

### In altri musei e località di Parigi
- Vierge de douleur, 1583-85. In marmo, custodita nella chiesa di Saint-Paul, nel quartiere parigino di Le Marais
- Saint François en extase, 1583-85. In marmo, nella chiesa parigina di Saint-Jean-Saint-François
- I mascheroni del Pont Neuf

### In Inghilterra
- Busto di Carlo IX di Francia, 1574 circa, in bronzo, custodito nella Collezione Wallace, a Londra